# Cementerio de Incahuasi
El Cementerio de Incahuasi es un yacimiento arqueológico de la época prehispánica en Bolivia, ubicado en la región del Chaco boliviano, cerca a la localidad de Caraparicito. Se encuentra a una altitud de 1.141 m s. n. m. en el lado este de la Serranía de Incahuasi, una serranía subandina en las últimas estribaciones de la Cordillera Oriental de Bolivia. Administrativamente se encuentra en el municipio de Lagunillas de la provincia Cordillera en el departamento de Santa Cruz. Descubierto de manera fortuita en julio de 2014, el Cementerio de Incahuasi es considerado como el hallazgo funerario más importante de la región del Chaco boliviano, y se constituyó en un referente social y ritual importante para las diferentes poblaciones indígenas que habitaron la región.

## Historia
Durante la época precolombina, la región del Chaco boliviano fue habitada por diversos grupos indígenas. En el Holoceno tardío se documentó que en la región hubo condiciones húmedas y una estabilización ambiental, que permitieron la formación de suelos estables en los piedemontes subandinos. Fue durante esta etapa, entre los años 1944 y 1691 antes de Cristo, que se estableció el cementerio de Incahuasi.
Los resultados de unos análisis de los restos óseos, encontrados en el cementerio, permitieron definir cuatro periodos en la ocupación de la serranía de Incahuasi:
| Periodo     | Años                 | Características |
| ----------- | -------------------- | --- |
| Incahuasi 1 | 1944 – 1691 a. C.    | Periodo asociado a grupos de cazadores y recolectores, aunque ya se observan evidencias de agricultura incipiente. |
| Incahuasi 2 | 731 a. C. – 21 d. C. | Se observa una sedentarización de poblaciones, adopción de la agricultura y producción de cerámica.                |
| Incahuasi 3 | 118 – 573 d. C.      | Se había desarrollado una economía agrícola y había una creciente diferenciación social.                           |
| Incahuasi 4 | 648 – 875 d. C.      | Último periodo registrado en el cementerio, donde luego fue abandonado posiblemente debido a cambios climáticos.   |

### Descubrimiento
El cementerio de Incahuasi fue descubierto a finales de julio de 2014, durante los trabajos de corte e igualado de superficie como parte del proyecto de desarrollo hidrocarburífero del Campo Incahuasi y Campo Aquío. La construcción de la planta de tratamiento de gas fue llevada a cabo por Total E&P Bolivia, subsidiaria de la empresa francesa TotalEnergies (Total). Luego de su descubrimiento, la empresa comunicó a arqueólogos del hallazgo, donde luego se realizaron obras de excavación. En el sitio se identificaron restos óseos humanos y restos líticos y de cerámica fragmentada.
El 3 de julio de 2015, dirigentes guaraníes de la zona denunciaron que la empresa Total removió los restos óseos de un lugar considerado sagrado para la cultura guaraní, y por esto el Consejo Continental de la Nación Guaraní (Conagua) se declaró en emergencia. Debido a la oposición de los indígenas guaraníes, la empresa planteó una reingeniería técnica para que los restos óseos y cerámicos encontrados puedan volver a ser sepultados en el lugar de su hallazgo.
En septiembre del mismo año, el presidente de la Comisión de Naciones y Pueblos Indígenas de la Cámara Alta de Bolivia, Oscar Ortiz, pidió la preservación de los restos encontrados en el cementerio de Incahuasi.
Finalmente, el 15 de noviembre de 2017 los restos óseos humanos fueron devueltos al sitio del cementerio donde fueron encontrados, acompañado de un rito funerario.

## Hallazgos
En total, hubo 78 entierros registrados en el Cementerio de Incahuasi. Las excavaciones en el sitio develaron que más de la mitad de los entierros presentaron un ajuar funerario. Así mismo, una investigación publicada en 2019 señala que la manera en la que los muertos eran enterrados en el cementerio de Incahuasi variaba de acuerdo al género del difunto. Las mujeres eran enterradas con restos de vasijas y con batanes, mientras que los hombres eran enterrados con tubos de huesos de animal, colgantes hechos de colmillos de chancho tropero y puntas de proyectil. Un análisis bioarqueológico de los huesos humanos, llevado a cabo en EEUU, permitió identificar un total de 113 personas enterradas.
Los hallazgos en el Cementerio de Incahuasi también mostraron un consistente y largo uso del cementerio por las poblaciones indígenas locales, siendo utilizado por casi tres milenios.